# Kurt Yonah Mendelsohn
Kurt Yonah Mendelsohn (hebräisch קוּרְט יוֹנָה מֶנְדֶלְסוֹן Qūrṭ Jōnah Mendelsōn; geboren als Kurt Mendelsohn 8. Januar 1902 in Breslau; gestorben am 18. August 1978 in Israel) war ein deutsch-israelischer Ökonom.

## Leben
Kurt Mendelsohn war ein Sohn des Arztes Nathan Mendelsohn und der Elfriede Goldstein.  Er hatte zwei Geschwister, seine Mutter wurde 1943 im KZ Auschwitz ermordet. Er studierte Nationalökonomie in Heidelberg und wurde 1925 bei Emil Lederer promoviert. In Berlin wurde er wissenschaftlicher Mitarbeiter der „Forschungsstelle für Wirtschaftspolitik“ beim Allgemeinen Deutschen Gewerkschaftsbund (ADGB). Er nahm Lehraufträge an der Deutschen Hochschule für Politik Berlin wahr. Mendelsohn heiratete 1928 die Lehrerin Jenny Hanemann, sie hatten zwei Kinder.
Nach der Machtübergabe an die Nationalsozialisten 1933 floh er in die Niederlande, wo er die Umschulungseinrichtung Het Werkdrop für jüdische Emigranten mitgründete. Er erstellte eine Studie über die Bevölkerungsverschiebungen auf dem Balkan im 20. Jahrhundert. Im Jahr 1938 zog er mit der Familie in das Mandatsgebiet Palästina. 
Yonah Mendelsohn wurde Mitarbeiter der Wirtschaftsabteilung der Jewish Agency und Berater der Anglo-Palestine Bank. 1948 wechselte er als Leiter der Zollabteilung in das Israelische Finanzministerium. Mendelsohn nahm an den Verhandlungen für das Wiedergutmachungsabkommen zwischen Israel und der Bundesrepublik Deutschland teil. Ab 1957 war er Partner der US-amerikanischen Wirtschaftsberatung Robert R. Nathan Associates und Leiter deren Tel Aviver Niederlassung. Mendelsohn wurde auf dem Friedhof Qirjat Schaʾul beigesetzt.

## Schriften (Auswahl)
- Handbuch der öffentlichen Wirtschaft. Herausgegeben vom Vorstand des Gesamtverbandes der Arbeitnehmer der Öffentlichen Betriebe und des Personen- und Warenverkehrs. Bearb. von Walther Pahl und Kurt Mendelsohn. Berlin : Courier, 1930
- Emil Vandervelde: Schaffendes Palästina : der jüdische Aufbau heute und morgen; von einem Sozialisten. Herausgegeben und übersetzt aus dem Französischen Kurt Mendelsohn, Jenny Mendelsohn. Dresden : C. Reissner, 1930
- Kapitalistisches Wirtschaftschaos oder sozialistische Planwirtschaft? Berlin : J. H. W. Dietz, 1932
- The Balance of resettlements : a precedent for Palestine. Leiden : Sijthoff, 1939 (30 Seiten)